# Paulino Martínez Soria
Paulino Martínez Soria (Albacete, 15 d'agost de 1973) és un futbolista castellanomanxec que ocupa la posició de davanter.

## Trajectòria
Paulino es va formar en les categories inferiors de l'Albacete, però va debutar en primera divisió amb l'Atlètic de Madrid, en partit davant el Valladolid. Només va disputar tres partits de la temporada 94/95 a la màxima categoria, atès que les lesions van tallar la seua carrera. Tot i així, Paulino ha desenvolupat la major part de la seua trajectòria en Segona B, on ha demostrat la seua capacitat golejadora en la multitud d'equips pels quals ha passat.

### Clubs
- 1992 UD Melilla
- 1992/1993 Albacete B
- 1993/1994 Águilas CF
- 1994/1995 Yeclano CF
- 1995 Atlètic de Madrid
- 1995/1996 Atlético Marbella
- 1996/1997 CD Manchego
- 1997/1998 Atlètic de Madrid B
- 1998/1999 CD Ourense
- 1999 Albacete B
- 1999/2000 UD Melilla
- 2000/2001 AD Ceuta
- 2001/2003 CD Logroñés
- 2003/2006 Cultural Leonesa
- 2006/2007 Universidad Las Palmas
- 2007/2008 Racing Club Portuense
- 2008/... CF Palencia